# Samuel Rachl
Samuel Rachl (* 20. Januar 1941 in Traunstein) ist ein deutscher bildender Künstler, Objektkünstler, Performancekünstler und Zeichner.

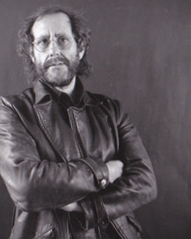
Samuel Rachl, 1991

## Leben
Samuel Rachl begann nach dem Besuch der Akademie der bildenden Künste in München in den sechziger Jahren mit der Malerei und zahlreichen Kunstaktionen im öffentlichen Raum.
Er arbeitet seit den 1970er Jahren als Künstler im Bereich der Skulptur und Rauminstallationen im Innen- und Außenraum. Bei seinen Arbeiten traten zunächst organische Materialien wie weißgekalkte Äste mit transparenten Häuten bespannt, Salz und Salzblöcke in den Vordergrund. In den 1980er Jahren erweiterte sich das Arbeitsfeld durch darauf folgende Performance-Projekte. Seine Zeichnungen waren stets ergänzend und später alleinstehend in den Ausstellungen zu sehen.
Rachl lebt und arbeitet in München.

## Werk

### Einzelausstellungen (Auswahl)
- 2024 Galerie Karin Sachs, München
- 2023 Städtische Galerie Traunstein, mit Annette Bastian
- 2019/20 Galerie Bezirk Oberbayern, mit Augusta Laar[3]
- 2014 Städtische Galerie Rosenheim, mit Angela Dauber
- 2013 Galerie Markt Bruckmühl, mit Annette Bastian
- 2011/12 Fraunhofer-Institut, Potsdam
- 2009 Himmelfahrtskirche München[4]
- 2007 Fleißerhaus, Ingolstadt, mit Alma Larsen[5]
- 2004 Kunstverein Rosenheim
- 2003 Arts Akzente Kunstraum Klosterkirche, Traunstein
- 2000 Saarland Museum, Saarbrücken, mit Alfred Gulden
- 1998 Galerie Behringer München
- 1996/97 Galerie Bischoff, Berlin/Stuttgart – Galerie Reinke, Berlin
- 1995 Galerie Plana, Tschechien – Galerie Pankow, Berlin, mit Ellen Fuhr – Galerie Schloss Porcia, Spittal/Drau
- 1994 Kunstverein Oerlinghausen-Synagoge – Galerie der Stadt Sindelfingen – Neue Galerie Landshut
- 1991/92 Akademie Schloss Solitude, Stuttgart – Galerie Yamaguchi Soko, Tokio – Radierverein, München
- 1990 Galerie Perroen Maastricht (NL) – Rathaus Nürnberg
- 1988 Galerie Manfred Giesler, Berlin – Landespavillon Stuttgart
- 1987 Galerie Bauer & Bloessl, Nürnberg – Galerie Maerz, Linz (A)
- 1986 Kunsthalle, Mannheim – Städtische Galerie im Cordonhaus, Cham – Städtische Galerie Villingen-Schwenningen
- 1985 Galerie im Scharfrichterhaus Passau
- 1984 Debutanten, BBK-München

Quelle:

### Ausstellungsbeteiligungen (Auswahl)
- German Arts, Taipei
- Kestner Gesellschaft, Hannover
- Nationale der Zeichnung Augsburg
- andernorts, Nürnberg im öffentlichen Raum
- Beeld en Route, Diepenheim Niederlande
- 5. Biennale der Zeichnung, Novosibirsk
- Museum Villa Haiss, Museum für zeitgenössische Kunst, Zell a. H.
- Jede Linie ist eine Spur, Städtische Galerie Traunstein
- Medium Zeichnung, Burghausen

Quelle:

### Installationsperformances mit Angela Dauber
Von 1987 bis 2014 unter anderen im Landespavillon Stuttgart, in der Akademie Schloss Solitude, im Staatstheater Darmstadt, in der Villa Waldberta, im öffentlichen Raum München, in der Städtische Galerien Rosenheim.

### Erfahrungsräume und Aktionen im öffentlichen Raum

#### Ab 1972 Erfahrungsräume
- Mobilität ist unnötig, Westfälisches Landesmuseum, Münster
- Raum für diktierte Wahrnehmungen, Herbstsalon, München
- intensiv durchsorgt, IGA München
- Unita Symposium, Bozen

#### Ab 1970 Aktionen im öffentlichen Raum
- Straßenkunst, Hannover

## Stipendien und Förderungen
- 2018 Kunstpreis, Kunstverein Rosenheim
- 2004 Kunstfonds Bonn, Förderung des Projekts Die eigenen 4 Wände
- 2003 Fonds Darstellende Kunst: Irrtümer und Änderungen
- 1991/92 Akademie Schloss Solitude, Stuttgart, Stipendium und Folge-Stipendium[6]
- 1985 Kunstfonds Bonn, Förderung des Projekts Schon der Berührungspunkt überlässt der Fantasie den Raum
- 1984 Förderstipendium der Stadt München

## Zeichnungen bzw. Skulpturen in Museen
- Kunsthalle Mannheim, Sammlung
- Museum Villa Haiss, Museum für zeitgenössische Kunst, Zell a. H.
- Pinakothek der Moderne, München
- Staatliche Graphische Sammlung München
- Saarlandmuseum, Graphische Sammlung, Saarbrücken
- Staatsgalerie Stuttgart, Graphische Sammlung

## Publikationen
- Samuel Rachl, Werkverzeichnis – Zeichnungen 1977–2021, 567 Seiten, artbischoff Villa Haiss, 2022, ISBN  978-3-00-072843-3
- Samuel Rachl, wie immer – Installationsperformance, 2019 / 2020, ISBN 978-3-00-064594-5.
- Samuel Rachl, ICH&ICH2 – Zeichnungen, Skulpturale Installationen „wie wir sind ich“ KLAK Verlag Berlin, 2016, ISBN 978-3-943767-69-8.
- Familie Merkwürdig und... – Familiengeschichten  Anja Tuckermann, Zeichnungen Samuel Rachl, KLAK Verlag Berlin, 2012, ISBN 978-3-943767-00-1.
- GLÜCK AUF: INS GEBIRG! – Gedichte Alfred Gulden, Zeichnungen Samuel Rachl, Gollenstein Verlag, 2008, ISBN 978-3-938823-29-3.
- Alfred Gulden: Fall tot um. Gedichte. Zeichnungen Samuel Rachl. Saarland Museum, Saarbrücken 2000, DNB 1224818652.
- Kunst am Bein – Gedichte Alma Larsen, Zeichnungen Samuel Rachl, Stora Verlag, 2000, ISBN 3-929045-66-4.
- Samuel Rachl, Kunst-Raum-Kunst, Samuel Rachl-Monografie, Verlag Silke Schreiber, 1987, ISBN 3-88960-012-3.